# Nimoca

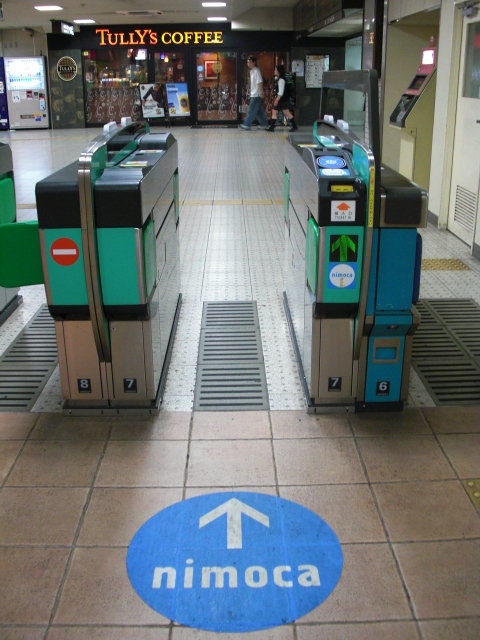
nimoca 전용 자동개찰기 (니시테쓰쿠루메역)

nimoca는 서일본 철도를 중심으로 회사와 규슈 북부 지역의 철도 · 버스에 도입된 자동 제어 규격의 IC 카드 승차권이다. 발행 매수는 2013년 7월 기준으로 약 200만장이다.